# Onthophagus transcaspicus
Onthophagus transcaspicus é uma espécie de inseto do género Onthophagus, família Scarabaeidae, ordem Coleoptera.
Foi descrita cientificamente por Koenig em 1889.